# Швеція на зимових Олімпійських іграх 2002
Результати виступу збірної команди Швеції на зимових Олімпійських іграх 2002 року, що проходили у Солт-Лейк-Сіті, США. Честь країни захищали сто два спортсмени, що брали участь у десяти видах спорту. У підсумку збірна виборола сім нагород і у загальнокомандному заліку зайняла дев'ятнадцяте місце.

## Медалісти

### Срібло
- Аня Персон — гірськолижний спорт, гігантський слалом.
- Рікард Рікардссон — сноубординг, паралельний гігантський слалом.

### Бронза
- Аня Персон — гірськолижний спорт, слалом.
- Маґдалена Форсберґ — біатлон, спринт 7,5 км.
- Маґдалена Форсберґ — біатлон, індивідуальна гонка 15 км.
- Пер Елофссон — лижні гонки, переслідування 10 + 10 км.
- Жіноча збірна Швеції з хокею з шайбою — хокей.